# سو یونگ هی
سو یونگ هی (کره‌ای: 서영희؛ زادهٔ ۱۳ ژوئن ۱۹۷۹) بازیگر اهل کره جنوبی است. او به خاطر ایفای نقش در فیلم دلهره‌آور تعقیب‌کننده (۲۰۰۸) شناخته می‌شود. از آثار دیگری که در آنها ایفای نقش کرده‌است می‌توان به گل نوکدو اشاره کرد.